# Championnat d'Anguilla de football 2022
 (mai 2025).
Si vous disposez d'ouvrages ou d'articles de référence ou si vous connaissez des sites web de qualité traitant du thème abordé ici, merci de compléter l'article en donnant les références utiles à sa vérifiabilité et en les liant à la section « Notes et références ».
Navigation
Édition précédente Édition suivante
La saison 2022 du championnat d'Anguilla de football est la vingt-troisième édition de la AFA Senior Male League, le championnat de première division à Anguilla. Les onze meilleures équipes de l'île sont regroupées au sein d’une poule unique.
Les Roaring Lions sont le tenant du titre après leur succès en 2020 puisque la saison 2021 n'est pas allée à son terme. Le club parvient à conserver sa couronne et s'adjuge son dixième titre national après une victoire aux tirs au but en finale face à l'Attackers FC.

## Les équipes participantes
| \| The Valley : ALHCS Spartan Attackers FC Diamond FC Kicks United Lymers FC Uprising FC The Valley Roaring Lions Eagle Claw Doc's United Salsa Ballers West End \| Localisation des équipes engagées. |
| The Valley : ALHCS Spartan Attackers FC Diamond FC Kicks United Lymers FC Uprising FC The Valley Roaring Lions Eagle Claw Doc's United Salsa Ballers West End                                          |

| Club               | Classement 2021 | Ville         | Stade                                |
| ------------------ | --------------- | ------------- | ------------------------------------ |
| Roaring Lions      | Champion        | Stoney Ground | Ronald Webster Park                  |
| Kicks United       | 2e              | The Valley    | Ronald Webster Park                  |
| Uprising FC        | 3e              | The Valley    | Raymond E. Guishard Technical Centre |
| Doc's United       | 4e              | George Hill   | Ronald Webster Park                  |
| Lymers FC          | 5e              | The Valley    | Raymond E. Guishard Technical Centre |
| Attackers FC       | 6e              | The Valley    | Ronald Webster Park                  |
| Diamond FC         | 7e              | The Valley    | JRW Park                             |
| Salsa Ballers      | 9e              | George Hill   |                                      |
| ALHCS Spartan      | 10e             | The Valley    | JRW Park                             |
| West End Predators | 11e             | West End      |                                      |
| Eagle Claw FC      | Nouvelle équipe | Little Dix    | Little Dix Field                     |

Légende des couleurs
- Tenant du titre
- Nouvelle équipe en 2022

## Compétition
Après une saison régulière où chaque équipe dispute dix rencontres, les six meilleures se retrouvent pour une phase finale à élimination directe.

### Saison régulière
Le barème utilisé pour établir le classement est le suivant :
- Victoire : 3 points
- Match nul : 1 point
- Défaite : 0 point

| Rang | Équipe             | Pts | J  | G | N | P | Bp | Bc  | Diff |
| ---- | ------------------ | --- | -- | - | - | - | -- | --- | ---- |
| 1    | Doc's United       | 25  | 10 | 8 | 1 | 1 | 53 | 4   | +49  |
| 2    | Lymers FC          | 25  | 10 | 8 | 1 | 1 | 24 | 7   | +17  |
| 3    | Roaring Lions T    | 22  | 10 | 7 | 1 | 2 | 27 | 9   | +18  |
| 4    | Attackers FC       | 20  | 10 | 6 | 2 | 2 | 42 | 11  | +31  |
| 5    | Salsa Ballers      | 19  | 10 | 6 | 1 | 3 | 54 | 18  | +36  |
| 6    | Kicks United       | 16  | 10 | 5 | 1 | 4 | 21 | 16  | +5   |
| 7    | Uprising FC        | 13  | 10 | 4 | 1 | 5 | 24 | 17  | +7   |
| 8    | Diamond FC         | 11  | 10 | 3 | 2 | 5 | 36 | 20  | +16  |
| 9    | ALHCS Spartan      | 3   | 10 | 1 | 0 | 9 | 10 | 44  | -34  |
| 10   | West End Predators | 3   | 10 | 1 | 0 | 9 | 10 | 64  | -54  |
| 11   | Eagle Claw FC P    | 3   | 10 | 1 | 0 | 9 | 10 | 101 | -91  |

|  | Qualification pour les demi-finales de la phase finale |
|  | Qualification pour les quarts de finale                |
|  | T : Tenant du titre P : Équipe promue en 2022          |

### Phase finale
|  | Quarts-de-finale          | Quarts-de-finale        |                         |                        | Demi-finales             | Demi-finales    |  |  | Finale          | Finale          |
|  | Quarts-de-finale          | Quarts-de-finale        |                         |                        | Demi-finales             | Demi-finales    |  |  | Finale          | Finale          |
|  |                           |                         |                         |                        |                          |                 |  |  |                 |                 |
|  | 8 juillet 2022            | 8 juillet 2022          |                         |                        | 16 juillet 2022          | 16 juillet 2022 |  |  | 24 juillet 2022 | 24 juillet 2022 |
|  | 8 juillet 2022            | 8 juillet 2022          |                         |                        | 16 juillet 2022          | 16 juillet 2022 |  |  | 24 juillet 2022 | 24 juillet 2022 |
|  | 8 juillet 2022            | 8 juillet 2022          | 2 Lymers FC             | 1                      |                          |                 |  |  | 24 juillet 2022 | 24 juillet 2022 |
|  | 3 Roaring Lions           | 1                       | 2 Lymers FC             | 1                      |                          |                 |  |  | 24 juillet 2022 | 24 juillet 2022 |
|  | 3 Roaring Lions           | 1                       | 3 Roaring Lions         | 3                      |                          |                 |  |  | 24 juillet 2022 | 24 juillet 2022 |
|  | 6 Kicks United            | 0                       | 3 Roaring Lions         | 3                      |                          |                 |  |  | 24 juillet 2022 | 24 juillet 2022 |
|  | 6 Kicks United            | 0                       | 17 juillet 2022         | 17 juillet 2022        | 3 Roaring Lions t. a. b. | 1 (5)           |  |  |                 |                 |
|  | 8 juillet 2022            |                         | 17 juillet 2022         | 17 juillet 2022        | 3 Roaring Lions t. a. b. | 1 (5)           |  |  |                 |                 |
|  |                           | 4 Attackers FC          | 17 juillet 2022         | 17 juillet 2022        | 1 (3)                    |                 |  |  |                 |                 |
|  | 4 Attackers FC            | 4 Attackers FC          | 17 juillet 2022         | 17 juillet 2022        | 1 (3)                    | 3               |  |  |                 |                 |
|  | 4 Attackers FC            | 1 Doc's United          | 1 (4)                   |                        |                          | 3               |  |  |                 |                 |
|  | 5 Salsa Ballers (Forfait) | 1 Doc's United          | 1 (4)                   | 0                      |                          |                 |  |  |                 |                 |
|  | 5 Salsa Ballers (Forfait) | 4 Attackers FC t. a. b. | 1 (5)                   | 0                      |                          |                 |  |  |                 |                 |
|  |                           | 4 Attackers FC t. a. b. | 1 (5)                   | Match pour la 3e place |                          |                 |  |  |                 |                 |
|  | Match pour la 5e place    |                         |                         |                        |                          |                 |  |  |                 |                 |
|  | 12 juillet 2022           | 12 juillet 2022         | 23 juillet 2022         | 23 juillet 2022        |                          |                 |  |  |                 |                 |
|  | 12 juillet 2022           | 12 juillet 2022         | 23 juillet 2022         | 23 juillet 2022        |                          |                 |  |  |                 |                 |
|  | 5 Salsa Ballers (Forfait) | 0                       | 1 Doc's United t. a. b. | 1 (3)                  |                          |                 |  |  |                 |                 |
|  | 5 Salsa Ballers (Forfait) | 0                       | 1 Doc's United t. a. b. | 1 (3)                  |                          |                 |  |  |                 |                 |
|  | 6 Kicks United            | 3                       | 2 Lymers FC             | 1 (2)                  |                          |                 |  |  |                 |                 |
|  | 6 Kicks United            | 3                       | 2 Lymers FC             | 1 (2)                  |                          |                 |  |  |                 |                 |

## Bilan de la saison
| Championnat d'Anguilla de football 2022 |                           |
| Champion                                | Roaring Lions (10e titre) |
| Dauphin                                 | Attackers FC              |
| Qualifications continentales            |                           |
| Caribbean Club Shield 2023              | À venir                   |